# Dvorana Podmežakla
Dvorana Podmežakla je unutarnje sportsko borilište u slovenskim Jesenicama.
Otvorena je 1978. Godine 2010. je bila proširena za 1.000 mjesta, tako da danas ima 5.500 mjesta za gledatelje.
Koriste ju klubovi hokeja na ledu iz Jesenica, a to su HK Acroni i HD mladi Jesenice.
Ime dvorane je nastalo od lokacije na jugozapadnoj obali rijeke Save, pod visoravni Mežakla.